# Jordi Pujol i Cofan
Jordi Pujol i Cofan (Palafrugell, 1933), és un traductor i autor de versions d'obres teatrals. Professor de català, fou corrector d'obres de Josep Pla. Va ésser director de la Revista de Palafrugell. Ha traduït i versionat La tragèdia de Macbeth de William Shakespeare (1975), A revolta de Xenaro Mariñas del Valle (1973), Electra o La caiguda de les màscares de Marguerite Yourcenar, els Fastos infernals de Michel de Ghelderode (1979) i L'hostalera de Carlo Goldoni (1999).